# TikiWiki
Tiki CMS/Groupware o TikiWiki es un sistema de gestión de contenidos de índole colaborativa (CMS/Groupware) fácil de configurar y personalizar, diseñado para crear portales, sitios comunitarios, intranets y aplicaciones web en general.
TikiWiki no sólo es un gestor de documentos e imágenes, también es una herramienta para la elaboración colaborativa de cualquier material escrito. 
Su principal funcionalidad es un wiki. Dispone de un gran número de funcionalidades que amplían sus posibilidades del trabajo colectivo: listas de correo, mensajería interna, blogs o bitácoras, edición de artículos, FAQ, encuestas, chat, directorio para enlaces, boletines, calendario...
El formato web Tikiwiki es un potente software con capacidad para alojar usuarios en masa o en cifras de millones de usuarios, contiene un editor de texto avanzado, como el editor web WYSIWYG, y configuración para archivos multimedia de imagen, animación, flash, audio y video. El menú en ésta web posee una configuración editable de forma que el webmaster puede cambiar algunos menús de versiones anteriores por versiones nuevas y actualizadas que son más modernas y de mayor atractivo para la web Tikiwiki, como por ejemplo los editores de temas (themes or templates -en inglés-) o apariencia de la web CSS, para esto el webmaster deberá configurar una cuenta ftp, así como la base de datos y debe ser compatible con dicho software.
Es una aplicación adaptable a un gran tipo de finalidades (p.e. para documentación de proyectos en intranets o como una herramienta para la educación).
Utiliza PHP, ADOdb y Smarty, y funciona bajo cualquier sistema operativo.
Algunas de sus características principales:
- Código de salida XHTML válido
- Uso de CSS para los temas
- Gestión de permisos para usuarios y grupos
- Utiliza PEAR::DB para acceso de bases de datos
- Soporte multilenguaje
- Se basa en plantillas usando Smarty
- Sistema de caché para páginas internas e imágenes
- Motor de búsqueda integrado
- Su licencia es GPL/LGPL

TikiWiki está desarrollado por voluntarios.

### Implementaciones productivas de TikiWiki
- Base de conocimiento de Epidata Consulting

- Datos: Q1410847
- Multimedia: TikiWiki / Q1410847